# Аршинцев, Борис Никитович
 Бори́с Ники́тович Арши́нцев (28 июля (10 августа) 1903 года, Грозный — 15 января 1944 года, район Керчи) — советский военачальник, Герой Советского Союза (16 мая 1944 года). Гвардии генерал-майор (23 января 1943 года).

## Начальная биография
Борис Никитович Аршинцев родился 28 июля (10 августа) 1903 года в Грозном в семье рабочего-плотника.

## Военная служба

### Довоенное время
В августе 1920 года был призван в ряды РККА. Член РКП(б) с 1920 года. Окончил 12-е Владикавказские пехотные курсы в марте 1922 года. С мая 1922 года служил на должностях командира взвода в 1-м Петроградском полку ЧОН и 1-й Петроградской отдельной роте ЧОН. В 1923 году закончил повторные курсы командиров частей особого назначения (ЧОН) и в декабре 1923 года был назначен на должность командира взвода и пулемётной команды в 522-м Владикавказском полку ЧОН. Принимал участие в боевых действиях против вооружённых формирований на Северном Кавказе в 1922 году.
В 1925 году окончил повторное отделение при Владикавказской пехотной школе и в июле 1925 года был назначен на должность командира взвода 82-го стрелкового полка 28-й стрелковой Горской Краснознамённой дивизии. С октября 1925 года служил в Владикавказской пехотной школе — командир взвода, а затем — курсовой командир. В 1929 году принимал участие в подавлении антисоветского восстания в Чечне.
В декабре 1929 года Аршинцев был назначен на должность курсового командира Объединённой военной школы имени ЦИК БССР в Минске. С июля 1930 года последовательно назначался на должности командира роты, помощника командира батальона, начальника полковой школы и командира батальона 109-го стрелкового полка (37-я стрелковая дивизия, Белорусский военный округ). С января 1934 года по апрель 1935 года служил на должности помощника начальника 1-й части штаба этой дивизии. Затем был направлен на учёбу в академию.
В 1938 году окончил Военную академию РККА имени М. В. Фрунзе и в сентябре того же года был назначен на должность начальника 1-го (оперативного) отделения штаба, а в июле 1939 года — на должность начальника штаба 39-го стрелкового корпуса 1-й Отдельной Краснознамённой армии.
Участвовал в ходе боёв у озера Хасан в 1938 году и на реке Халхин-Гол в 1939 году.
В ноябре 1940 года Борис Никитович Аршинцев был назначен на должность преподавателя на кафедре общей тактики, а в мае 1941 года — на должность преподавателя на кафедре службы штабов Военной академии РККА имени М. В. Фрунзе.

### Великая Отечественная война
В июле 1941 года был назначен на должность начальника штаба 211-й стрелковой дивизии (Московский военный округ). В сентябре дивизия была включена в состав 43-й армии (Резервный фронт) и занимала оборону на реке Десна южнее города Ельня, где участвовала в ходе Смоленского сражения, Вяземской и Можайско-Малоярославецкой операций и в контрнаступлении под Москвой.
16 декабря 1941 года Аршинцев был назначен на должность начальника штаба оперативной группы 56-й армии (Южный фронт), где участвовал в Ростовской наступательной операции. С 24 марта 1942 года — командир 16-й стрелковой бригады этой же армии, державшей оборону в районе Таганрога, а 14 июня 1942 года — на должность командира 30-й стрелковой дивизии этой же армии. В ходе битвы за Кавказ дивизия под командованием Аршинцева принимала участие в ходе Армавиро-Майкопской и Туапсинской оборонительных операций, в ходе которых дивизия, находясь в полуокружении, обороняла Краснодар и оставила его по приказу только 12 августа 1942 года. В ноябре 1942 года за образцовое выполнение заданий командования, доблесть и героизм личного состава дивизия была удостоена гвардейского звания и преобразована в 55-ю гвардейскую стрелковую дивизию. Дивизия участвовала в освобождении Северного Кавказа, в ходе которого освободила Краснодар, наступая на Горячий Ключ и станицы Калужская и Новодмитриевская. В сентябре и октябре 1943 года дивизия участвовала в ходе Новороссийско-Таманской наступательной операции.
Командир 55-й гвардейской Иркутской ордена Ленина трижды Краснознамённой ордена Суворова 2-й степени стрелковой дивизии имени Верховного Совета РСФСР (11-й гвардейский стрелковый корпус, Отдельная Приморская армия) гвардии генерал-майор Б. Н. Аршинцев особо отличился в ходе Керченско-Эльтигенской десантной операции. 55-я гвардейская стрелковая дивизия под его командованием 3 ноября 1943 года форсировала Керченский пролив в условиях штормовой погоды на кораблях и катерах Азовской военной флотилии и захватила плацдарм в районе населенного пункта Опасная. В первую же ночь удалось углубить плацдарм на глубину до 2 километров, в последующие дни дивизия освободила населённые пункты Капканы, Опасная и Еникале (ныне в черте Керчи) и продвинулась вглубь обороны противника на 12 километров. На этих рубежах дивизия заняла крепкую оборону и отразила все многочисленные попытки противника ликвидировать захваченный Керченский плацдарм. В этих боях потерпели крупное поражение 98-я немецкая пехотная и 3-я румынская горнопехотная дивизии. Противник потерял только убитыми до 1800 солдат и офицеров, уничтожены 7 танков, 8 орудий, 6 миномётов, захвачены 7 орудий, 4 миномёта, 2 береговых прожектора, большое количество военного имущества. За эту операцию 25 ноября 1943 года генерал Аршинцев был представлен к званию Героя Советского Союза.
Указом Президиума Верховного Совета СССР от 16 мая 1944 года за умелое руководство войсками и проявленную при этом храбрость при форсировании Керченского пролива, гвардии генерал-майору Борису Никитовичу Аршинцеву присвоено звание Героя Советского Союза.
14 декабря 1943 года Борис Никитович Аршинцев был назначен на должность командира 11-го гвардейского стрелкового корпуса (Отдельная Приморская армия). В январе 1944 года корпус дважды пытался расширить керченский плацдарм и освободить Керчь. Вторая такая операция проводилась с 9 по 21 января 1944 года, корпус атаковал одновременно с высадкой десанта на мыс Тархан. Бои были исключительно упорные, противника удалось потеснить на несколько километров ценой значительных потерь. В этой операции 15 января 1944 года генерал-майор Борис Никитович Аршинцев погиб на высоте 115,5 у села Бондаренково севернее Керчи от прямого попадания вражеского снаряда в блиндаж наблюдательного пункта. Был похоронен на братском кладбище советских воинов в селе Маяк на Керченском полуострове. После войны был перезахоронен на Воинском мемориальном кладбище в Керчи по улице Мирошника.

## Награды
- Медаль «Золотая Звезда» (16.05.1944, посмертно)
- Орден Ленина (16.05.1944, посмертно)
- Два ордена Красного Знамени (13.12.1942, 18.09.1943)
- Орден Суворова II степени (8.02.1943)
- Орден Отечественной войны I степени (3.08.1943)
- Юбилейная медаль «XX лет Рабоче-Крестьянской Красной Армии» (1938)
- Знак «Участнику Хасанских боёв»

## Память
- На месте гибели у села Бондаренково Ленинского района Республики Крым установлен обелиск[5].
- В мае 1975 года на высоте 164,2 (мыс Тархан) установлен памятный знак в честь Героя Советского Союза Аршинцев Б. Н., памятный знак расположен в 3,0 км на север от села Бондаренково. Авторы проекта памятного знака В.Довженко, А.Могилева, И.Москаленко. Памятник представляет собой стелу из искусственного камня с мраморной крошкой в форме трапеции. Первоначально на стеле вверху была рельефная накладная чугунная пятиконечная звезда и в центре текст накладными буквами, из чугуна тонированными под бронзу: «На этом месте 15 января 1944 года погиб командир 11-го гвардейского стрелкового корпуса Герой Советского Союза гвардии генерал-майор Аршинцев Борис Никитич»[6]. В 90-х годах XX века накладные буквы на памятном знаке были утрачены.
- В Керчи в честь Б. Н. Аршинцева установлен памятник и названы микрорайон (Аршинцево), улица — Аршинцевская коса, рыбоконсервный завод и клуб. Некоторое время имя Героя носила Керченская средняя общеобразовательная школа № 14, ведущая свою историю с апреля 1961 года. Но так как на этот счет не было официальных документов, то когда в ноябре 2011 года школа № 14 была преобразована в Морской технический лицей, то учебное заведение отказалось от имени Героя Советского Союза Б. Н. Аршинцева. В то же время Постановлением администрации города Горячий Ключ Краснодарского края от 29 августа 2019 года № 1630 имя Героя Советского Союза Аршинцева Бориса Никитовича было присвоено общеобразовательной школе № 12 города Горячий Ключ.
- В Грозном его именем названа улица, в Краснодаре — улица, а также судно-рудовоз и танкер Министерства Морского Флота.
- В Новороссийске в честь Б. Н. Аршинцева названа улица, в Симферополе - улица (июль 2023г.).
- Герой Советского Союза Б. Н. Аршинцев зачислен в списки почётных рабочих Камышбурунского железорудного комбината.
- 8 мая 2010 года в Грозном был открыт мемориальный комплекс «Аллея Славы», где установлены барельеф и памятная доска в честь Героя.